# امانگ آس
اِمانگ آس (به انگلیسی: Among Us) و در زبان فارسی این بازی "در میان ما" تلفظ میشود  یک بازی ویدئویی چندنفره آنلاین در سبک استنتاج اجتماعی است که توسط استودیوی بازی سازی آمریکایی Innersloth ساخته شده و در ۱۵ ژوئن ۲۰۱۸ منتشر شده‌است. این بازی در پنج مکان THE SKELD , POLUS , MIRAHQ ,AIRSHIP FANGLEبرگزار می‌شود که بازیکنان هر کدام یکی از این دو نقش را بر عهده می‌گیرند: خدمه (به انگلیسی: Crewmates، کِرِومِیتس) و قاتل (به انگلیسی: Impostor، ایمپاستِر). هدف خدمه‌ها شناسایی قاتل‌ها، از بین بردن آنها و انجام کامل وظایف اطراف نقشه در سفینه‌است و هدف قاتل‌ها کشتن افراد خدمه و آسیب رساندن به جاهای مختلف نقشه بدون شناسایی شدن است.
در حالی که در ابتدا در سال ۲۰۱۸ این بازی زیاد مورد توجه قرار نگرفت، در سال ۲۰۲۰ محبوبیت زیادی پیدا کرد، زیرا پارک چانیول این بازی را به طرفداران خود معرفی کرد و این بازی به تدریج معروف‌تر شد. سپس پخش‌کننده‌های معروف توویچ و یوتیوبرها آن را بازی کردند. در پاسخ به محبوبیت بازی، دنباله‌ای با عنوان میان ما ۲ در اوت سال ۲۰۲۰ اعلام شد. اما بعداً در ۲۳ سپتامبر ۲۰۲۰ لغو شد، زیرا تیم تمرکز خود را بر روی بازی اصلی قرار داد. این بازی در ۱۵ دسامبر ۲۰۲۰ برای نینتندو سوییچ عرضه شد

## گیم‌پلی

یک ایمپاستر (سفید) یک کرومیت (آبی) را کشته‌است، در حالی که بازیکن دیگری (صورتی) شاهد مرگ آنها بوده‌است. به دلیل مکانیک دید بازی، بازیکن صورتی تا حدی پنهان است.

امانگ آس یک بازی چند نفره است که از ۴–۱۵ بازیکن پشتیبانی می‌کند. ۱ الی ۳ نفر از این بازیکنان به‌طور تصادفی در هر بازی به عنوان شیاد انتخاب می‌شوند، در حالی که بقیه خدمه هستند. بازی می‌تواند روی یکی از این بنا نقشه انجام شود: سفینه فضایی (The Skeld)، ساختمان مرکزی (Mira HQ)، پایگاه سیاره (Polus) یا کشتی هوایی(airship) و سیاره قارچ به هر خدمه وظایفی داده می‌شود که در اطراف نقشه را به صورت بازی‌های کوچک، شامل کارهای تعمیر و نگهداری سیستم‌های حیاتی، مانند سیم کشی برق و موتورهای سوخت رسان، تکمیل کنند. به شیادان نیز لیست جعلی وظایف داده می‌شود تا با خدمه‌ها ترکیب شوند و توانایی خرابکاری در سیستم‌های نقشه، عبور از دریچه‌ها، شناسایی هرگونه شیاد دیگر و کشتن خدمه‌ها را داشته باشد. اگر یک بازیکن بمیرد، آنها تبدیل به یک شبح می‌شوند. ارواح توانایی عبور از دیوارها را دارند، اما فقط می‌توانند با دنیا به طرق محدودی ارتباط برقرار کنند و به غیر از ارواح دیگر برای همه قابل مشاهده نیستند. همه بازیکنان، به غیر از ارواح، دارای مخروط دید محدودی هستند، فقط به آنها امکان می‌دهد بازیکنان دیگر را با وجود دیدگاه بازی از بالا به پایین، در فاصله مسدود شده خاصی در اطراف خود ببینند.

یک روح در بازی کنار جسد خود.

خدمه‌ها با انجام تمام وظایف قبل از کشته شدن یا یافتن و از بین بردن همه شیادان، برنده می‌شوند و برای پیروزی شیادان، آنها باید به اندازه کافی خدمه بکشند تا با تعداد خودشان برابر شود یا شمارش معکوس خرابکاری به پایان برسد. هدف ارواح کمک به هم تیمی‌های زنده خود است که به ترتیب با انجام کارها و انجام خرابکاری‌ها برای ارواح خدمه و شیاد است. وقتی یک شیاد خرابکاری انجام می‌دهد، یا نتیجه فوری به وجود می‌آید (مانند خاموش شدن همه چراغ‌ها یا بسته شدن درها) یا شمارش معکوس آغاز می‌شود و خرابکاری قبل از پایان یافتن باید حل شود، در غیر این صورت همه اعضای خدمه می‌میرند. خرابکاری‌ها توسط بازیکنان روح به روش‌های مختلف قابل حل هستند.

نمایی از سه حیوان خانگی، کلاه و پوست در بازی.

اگر بازیکنی یک جسد مرده پیدا کند، می‌توانند آن را گزارش دهند، که منجر به یک جلسه گروهی می‌شود که در آن همه پلیرهای دیگر متوقف می‌شود و آنها با توجه به شواهد مربوط به قتل، در مورد کسانی که فکر می‌کنند شیاد است بحث می‌کنند. برای کمک به تعیین هویت شیادها، در هر نقشه سیستم‌های ردیابی مختلفی وجود دارد، مانند سیستم دوربین امنیتی در Skeld، ورودی در Mira HQ، و نشانگر حیوانات در Polus. در صورت رسیدن به رأی اکثرت، فرد منتخب از نقشه اخراج شده و می‌میرد. بازیکنان همچنین ممکن است در هر زمان با فشار دادن یک دکمه در نقشه «جلسه اضطراری» را فراخوانی کنند که مانند گزارش منجر به جلسه می‌شود. بازیکنان در یک چت متنی ارتباط برقرار می‌کنند، اما فقط در حین جلسات می‌توانند صحبت کنند و فقط در صورت زنده بودن، اگرچه ارواح می‌توانند با یکدیگر صحبت کنند. در حالی که بازی فاقد سیستم گپ صوتی داخلی است، استفاده از برنامه‌های خارجی مانند دیسکورد هنگام پخش برای بازیکنان معمول است. گزینه‌های مختلفی برای شخصی‌سازی در جنبه‌های گیم پلی، مانند دامنه دید و جلسات اضطراری، در لابی هر بازی موجود است. همچنین گزینه‌های آرایشی بسیاری از جمله رنگ لباس فضایی، پوست، کلاه و حیوانات خانگی برای تغییر ظاهر پلیرها وجود دارد، برخی از آنها محتوای قابل پرداختی برای بارگیری هستند.

## توسعه و انتشار

### انتشار اولیه
امانگ آس از بازی مافیا الهام گرفته شده‌است و در ابتدا قرار بود یک بازی ویدئویی چندنفره مافیا مانند آنلاین با یک نقشه باشد. در اصل، این بازی هیچ صوتی نداشت تا از افشای اطلاعات پنهان در یک مکان دیگر جلوگیری کند.

### محبوبیت

#### اوج محبوبیت

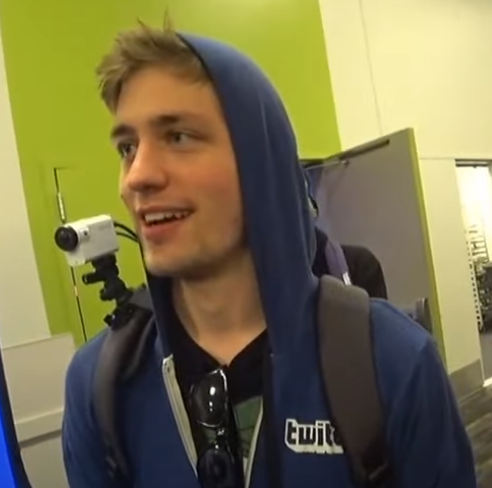
استریمر توییچ، «Sodapoppin» باعث محبوبیت امانگ آس در توییچ شد.

در حالی که امانگ آس در سال ۲۰۱۸ منتشر شد، فقط اواسط سال ۲۰۲۰ بود که محبوبیت خود را آغاز کرد، و در ابتدا توسط تولیدکنندگان محتوا به صورت آنلاین در کره جنوبی و برزیل هدایت می‌شد. برومندر اظهار داشت که این بازی در مکزیک، برزیل و کره جنوبی از محبوبیت بیشتری نسبت به ایالات متحده برخوردار است.

#### ادامه محبوبیت
محبوبیت بازی تا ماه‌های بعد نیز ادامه داشت. یوتیوب گزارش داده‌است که فیلم‌های دربارهٔ این بازی در سپتامبر ۲۰۲۰، ۴ میلیارد بار مشاهده شده‌است و ویدیوهای تیک تاک مربوط به میان ما در اکتبر ۲۰۲۰ بیش از ۱۳ میلیارد بازدید داشته‌است. یوتیوبر CG5 آهنگی را بر اساس این بازی در سپتامبر ۲۰۲۰ با عنوان «خودت را نشان بده» نوشت که در ۴ ماه بیش از ۶۰ میلیون بازدید داشت. در سپتامبر ۲۰۲۰ بارگیری بازی از ۱۰۰ میلیون نفر فراتر رفت، و تعداد بازیکنان آن به ۱٫۵ میلیون بازیکن همزمان افزایش یافت.
در ماه اوت، Innersloth یک فروشگاه آنلاین برای کالاهایی با موضوع امانگ آس افتتاح کرد. محبوبیت بازی الهام بخش بسیاری از آهنگ‌های اصلی، فن آرت‌ها و میم‌های اینترنتی بود. ویلارد اظهار داشت که محتوای ایجاد شده توسط طرفداران «واقعاً بهترین بخش» در ساخت امانگ آس است و برومندر آن را «چیزهای مورد علاقه من برای دیدن» نامید. این بازی کلمه عامیانه «ساس» (به انگلیسی: sus) (خلاصه شدهٔ کلمه ساسپکت (به انگلیسی: suspect) یا ساسپیشز (به انگلیسی: Suspicious) به معنای «مشکوک») را رواج داد.

## بازخوردها
| گردآورنده | امتیاز     |
| --------- | ---------- |
| متاکریتیک | PC: 85/100 |

| ناشر         | امتیاز |
| ------------ | ------ |
| گیم اینفورمر | 8/10   |

| جایزه             | تاریخ برگزاری   | طبقه                 | نتایج | Ref.          |
| ----------------- | --------------- | -------------------- | ----- | ------------- |
| جایزه اهرمک طلایی | نوامبر ۲۴, ۲۰۲۰ | بهترین پیشرفت        | برنده | [ ۳۱ ]        |
| جوایز بازی ۲۰۲۰   | دسامبر ۱۰, ۲۰۲۰ | بهترین بازی موبایل   | برنده | [ ۳۲ ] [ ۳۳ ] |
| جوایز بازی ۲۰۲۰   | دسامبر ۱۰, ۲۰۲۰ | بهترین بازی چند نفره | برنده | [ ۳۲ ] [ ۳۳ ] |

## یادداشت
1. ↑  به معنی میان ما که ممکن است در میان ما، بین ما و در بین ما نیز ترجمه شود.
2. ↑  ممکن است فریبکار، دغل باز و خائن نیز ترجمه شود.